# Prionurus chrysurus
Prionurus chrysurus là một loài cá biển thuộc chi Prionurus trong họ Cá đuôi gai. Loài cá này được mô tả lần đầu tiên vào năm 2001.

## Từ nguyên
Tính từ định danh của loài cá này chrysurus được ghép từ 2 âm tiết, một âm tiết từ tiếng Latinh chrysos có nguồn gốc từ tiếng Hy Lạp cổ χρῡσός (khrūsós) nghĩa là "màu vàng" hay "màu vàng kim" và một âm tiết từ tiếng Hy Lạp ουρά (ourá) nghĩa là đuôi, ám chỉ vây đuôi màu vàng kim của chúng.

## Phạm vi phân bố và môi trường sống
P. chrysurus là một loài đặc hữu của vùng biển thuộc quần đảo Sunda Nhỏ (ở phía nam Indonesia), và được tìm thấy từ đảo Bali, băng qua đảo Lombok đến phía tây đảo Flores. P. chrysurus sống xung quanh các rạn san hô và những mỏm đá ngầm ở độ sâu khoảng từ 3 đến 40 m.
Tất cả những vùng biển mà P. chrysurus được phát hiện đều có nhiệt độ lạnh bất thường, là do có dòng nước trồi chảy qua. Loài cá này có thể là một di tích băng hà (glacial relict), nghĩa là loài từng có sự phân bố rộng rãi trong thời kỳ băng hà, khi nhiệt độ nước biển lúc này vẫn còn rất thấp.

## Mô tả
P. chrysurus được mô tả qua hai mẫu vật được thu thập ở ngoài khơi phía đông đảo Bali. Chiều dài cơ thể của hai mẫu vật này lần lượt được ghi nhận là 31,8 cm (năm 1991) và 39,1 cm (năm 1987). Một đàn P. chrysurus cũng đã được quay video lại ở ngoài khơi đảo Komodo.
Ảnh chụp dưới nước cho thấy, đầu và thân trước của P. chrysurus có màu nâu cam nhạt, chuyển sang màu nâu lục pha xám ở thân sau và màu nâu thuần ở bụng. Những dải sọc dọc màu đỏ cam ở hai bên thân, hẹp hơn một chút so với các khoảng xen kẽ màu nâu, dần hẹp lại khi kéo dài xuống bụng. Nhiều đốm nhỏ màu xanh lục nhạt ở lưng sau. Vây lưng và vây hậu môn màu lục xám; vây đuôi màu vàng tươi; vây ngực màu nâu sẫm; vây bụng màu nâu (tiệp màu với vùng bụng).
Số gai ở vây lưng: 9; Số tia vây ở vây lưng: 23; Số gai ở vây hậu môn: 2; Số tia vây ở vây hậu môn: 22; Số tia vây ở vây ngực: 17; Số gai ở vây bụng: 1; Số tia vây ở vây bụng: 5. Hai bên thân sau của P. chrysurus có từ 8 đến 10 mảnh xương có màu xám đen đến đen.

### Trích dẫn
- John E. Randall (2001). "Prionurus chrysurus, a new species of surgeonfish (Acanthuridae) from cool upwelled seas of southern Indonesia" (PDF). Journal of South Asian natural history. Quyển 5 số 2. tr. 159–165.